# قلعه گبری کریشکی
بقایای قلعه گبری کریشکی مربوط به دوره ساسانیان است و در شهرستان لارستان، بخش بیرم، دهستان بالاده، جنوب روستای کریشکی واقع شده و این اثر در تاریخ ۳۰ بهمن ۱۳۸۶ با شمارهٔ ثبت ۲۰۸۲۹ به‌عنوان یکی از آثار ملی ایران به ثبت رسیده‌است.